# Moribaetis macaferti
Moribaetis macaferti är en dagsländeart som beskrevs av Waltz 1985. Moribaetis macaferti ingår i släktet Moribaetis och familjen ådagsländor. Inga underarter finns listade i Catalogue of Life.